# ایالات متحده آفریقا

همه کشورهای آفریقایی عضو اتحادیه آفریقا هستند.

ایالات متحده آفریقا مفهومی از فدراسیون یا اتحادیه ای مانند اتحادیه اروپاست که از برخی یا همه ۵۴ کشور مستقل و دو کشور مورد مناقشه در قاره آفریقا است. این مفهوم از شعر مارکوس گاروی با عنوان «تگرگ، ایالات متحده آفریقا» در سال ۱۹۲۴ سرچشمه گرفته است.

## ریشه‌ها

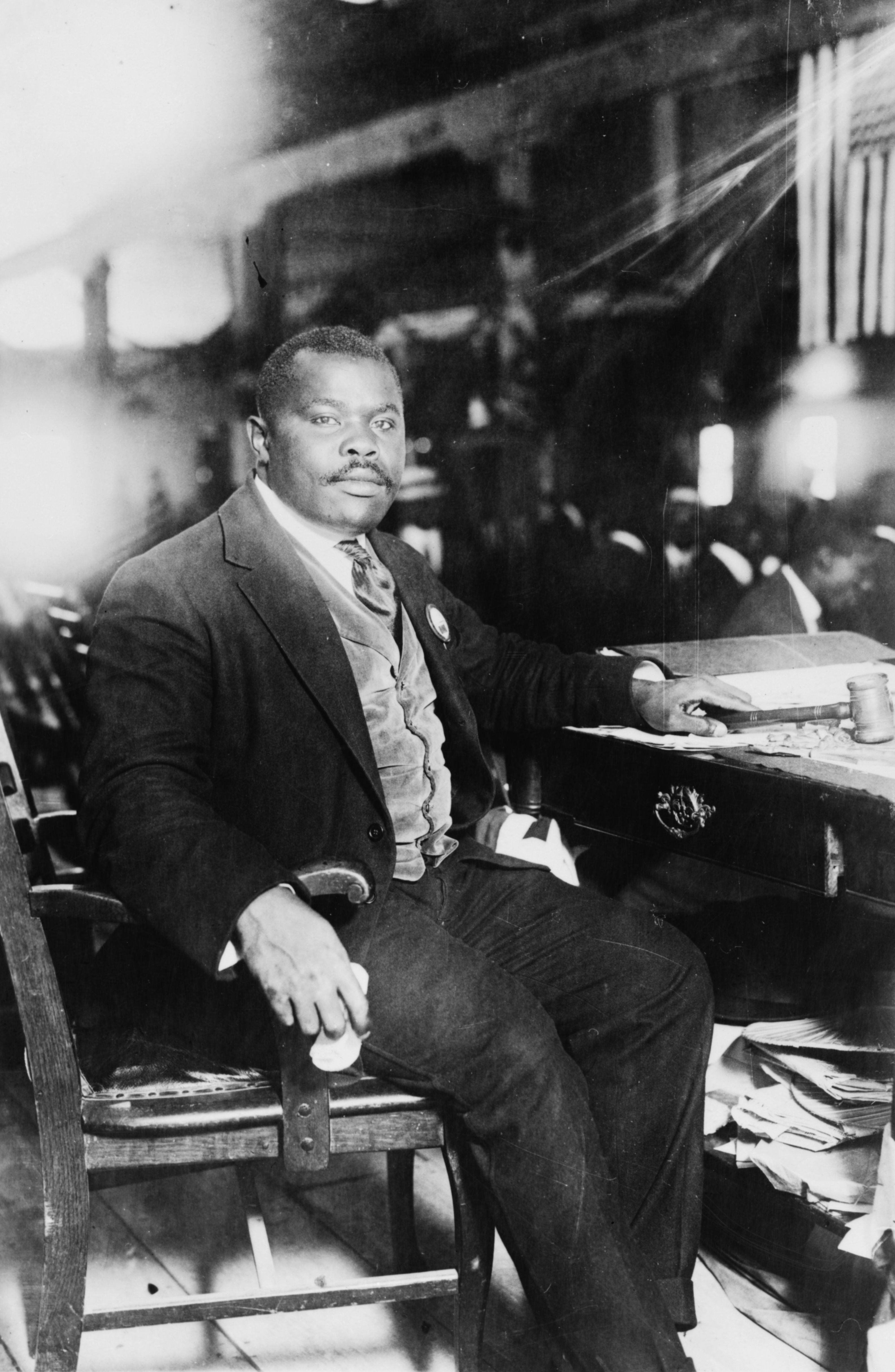
مارکوس گاروی در سال ۱۹۲۴

ایده یک دولت آفریقایی متحد چندملیتی با امپراتوری‌های قرون وسطایی آفریقایی مختلف از جمله امپراتوری اتیوپی، امپراتوری غنا، امپراتوری مالی، امپراتوری سونگهای، امپراتوری بنین، امپراتوری کانم و سایر دولت‌های ملت تاریخی مقایسه شده است. در اواخر سده نوزدهم و اوایل سده بیستم، اکثریت سرزمین‌های آفریقا توسط امپراتوری‌های مختلف اروپایی کنترل می‌شد و بریتانیایی‌ها حدود ۳۰ درصد از جمعیت آفریقا را در اوج خود کنترل می‌کردند.
اصطلاح «ایالات متحده آفریقا» برای نخستین بار توسط مارکوس گاروی در شعرش درود، ایالات متحده آفریقا در سال ۱۹۲۴ ذکر شد. ایده‌ها و سیستم‌های شکل‌گیری گاروی عمیقاً بر رهبران سابق آفریقا و تولد دوباره اتحادیه آفریقا تأثیر گذاشت.